# Lucrezio Quinziani
Lucrezio Quinziani, OCist, (latinisiert auch Quintianus, * um 1555 in Cremona; † um 1600 im Kloster Santa Maddalena bei Cremona) war ein italienischer Komponist der Renaissance.

## Leben und Werk
Lucrezio Quintiani wurde um 1555 in Cremona geboren und vermutlich an der Domkapelle der Stadt ausgebildet. Er trat in das Zisterzienserkloster Santa Maddalena bei Cremona ein und betreute dort die Musik der Klosterkirche. Er starb dort nach 1699.
Er gab folgende Musikwerke in Druck:
- Buch mit 5-stimmigen Madrigalen (1588)
- Le vaghe canzonette, 3-stimmige Werke (1589)
- Buch Magnificat (Venedig 1591)
- Buch Psalmen (Venedig 1591)
- Drei 8-stimmige Messen (Mailand 1598)
- Musica in Introitus, 4-stimmig (Mailand 1599)

Einige Motetten Lucrezio Quinzianis sind handschriftlich erhalten. Quinzianis Musik folgt dem konservativen Mailänder Stil. Sie meidet jede Auszierung und jeden Pomp und kommt damit dem zisterziensischen Ordensgebot der Einfachheit und Schlichtheit entgegen. Die Musik strahlt schmucklose Würde und einfache Schönheit aus.